# إيسر (أساطير إسكندنافية)

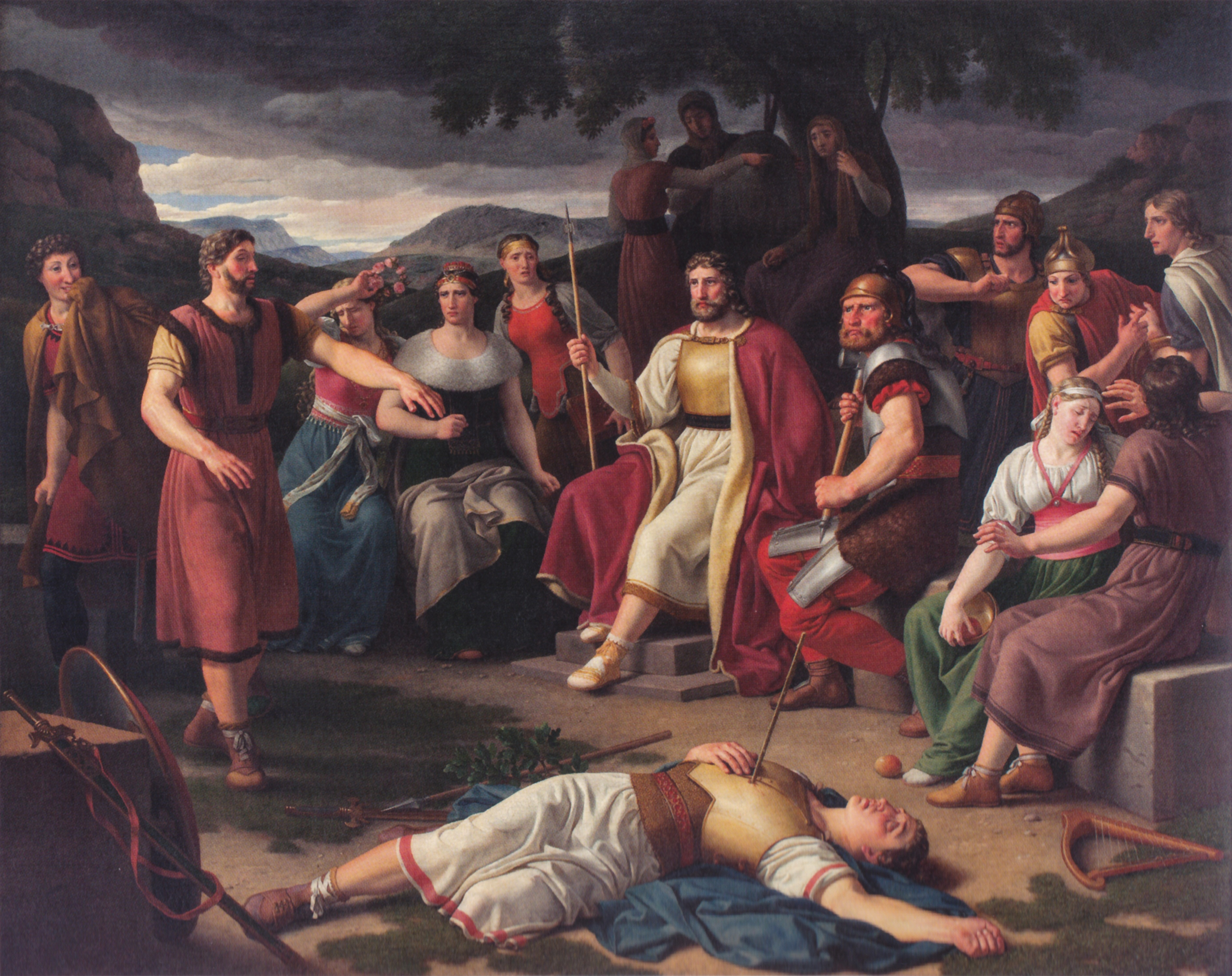
الآسر مجتمعون حول جسد بالدر بريشة كريستيفر ويلهيلم إيكرسبيرغ 1817

إيسر بالنرويجية القديمة (ǫ́ss) أو (áss, ás) وجمعها (æsir) والمؤنث المفرد منها (ásynja) وجمعها المؤنث (ásynjur) وهم مجموعة الآلهة الرئيسية في المجمع الإلهي في المعتقدات الجرمانية الدينية القديمة والمعروفة باسم أساطير إسكندنافية. هذا المجمع يتضمن كل من الآلهة أودين، فريغ، ثور، بالدر و تير. أما المجمع الثاني المضاد فهم الفانير. ففي الأساطير النرويجية، تقاتل المجمعين في معركة طويلة عرفت بحرب الأسر والفانير، والتي انتهت بتوحيد المجمعين.
في اللغة الانكليزية القديمة فقد استخدمت (ōs) وجمعها (ēse)، والتي تعني الإله في مجمع الآلهة الأنجلو ساكسونية، أما في لغة قبائل الجرمان بالمناطق العالية فقد استخدموا (ans) وجمعها (ensî). وباللغة القوطية فقد استخدموا أيضا (ans-) (وذلك بالاعتماد فقط على يوردانس الذي استخدم كلمة (anses) وذلك للتعبير ربما عن الآلهة الأقل شأنا من الآلهة الكبيرة) وربما قد اقتبسها من الأصل اللاتيني (anseis). وقد أعيد لفظ هذه الكلمة مرة أخرى إلى (ansuz) وجمعها (ansiwiz)  في اللغة الجرمانية الشائعة .
في الأبجدية النرويجية القديمة كان حرف F يرمز إلى الآيزير.
وخلافا لكلمة (god) في اللغة الإنكليزية القديمة (goð في اللغة النرويجية القديمة)، فإن كلمة (ōs - ass) لم تستخدم نهائيا خلال المسيحية واقتصر استخدامها في المعاني العلمية مثل (شعاع، قطب، هراوة، أو هضبة).

## الأساطير الاسكندنافية
أثارت العلاقة بين الإيسر والفانير العديد من النظريات العلمية والتناقضات، فعلى عكس الثقافات والأساطير الأخرى التي أظهرت نوعين من الآلهة ((قديمة ومعاصرة))، كالأساطير الإغريقية بين التيتان و آلهة جبل أولمبيا. فإن الأساطير الآسكندنافية قد صورت الآسر والفانير على أنهما عشيرتين معاصرتين خاضتا الحروب والمعارك وانتهى صراعهما بتوقيع المعاهدات وتبادل الرهائن (فقد ذكر فريي وفرييا على أنهما رهائن).
كما أن العديد من الآلهة القديمة غير معروفين مثل أولل حيث اقتصر استخدام اسمه فقط في بعض المناطق الجغرافية وخاصة في السويد، كما يظهر اسمه أيضا في القرن الثالث في أساطير ثوربيرغ مما يدل على أن عبادته كانت منتشرة بشكل واسع في تلك المناطق في عصور ماقبل الميلاد.
وقد أشارت أسماء الأسر القديمة، فالي، في، وأودين إلى حالة روحية أو عقلية، فالإله فيلي (النرويجية القديمة Vili) يدل على الإرادة الواعية والرغبة، والإله في (النرويجية القديمة Ve) إلى المقدسات، والإله أودن (النرويجية القديمة óðr) إلى الهوس أو النشوة.

### الإيسر والفانير
إن العشيرة الثانية للآلهة التي تم ذكرها في الأساطير الاسكندنافية هي الفانير، فكان أكثر آلهتها شهرة هم الإله نيورد واولاده فرير وفرييا، وقد ذكرت الأساطير أنهم قد انضموا إلى الآسر كرهناء بعد الحرب بين الآسر والفانير. وعلى مايبدو فإن آلهة الفانير قد عرفت على أنها آلهة الخصوبة والنمو بينما عرفت آلهة الآسر على أنها آلهة الحرب والقوة.
من ناحية ثانية، فإن قصائد الإيدا قد ذكرت كلمة (آسر) للتعبير عن الآلهة الذكور بشكل عام، بينما استخدمت كلمة (أسينيور) باللغة النرويجية القديمة (إيسر (أساطير إسكندنافية)) لتعبر عن الآلهة الأنثوية، فعلى سبيل المثال، فقد استخدمت قصيدة سكيرنيسمال عبارة {أمير آسر} لتصف به الإله فريي، كما وضعت الإله نيورد في المرتبة الثالثة بين الآسر، بينما جائت فرييا في المرتبة الثانية بين الآسينيور بعد فريغ.
لم يذكر أصل العديد من الآسر في القصص التي روت هذه الأساطير؛ وذكرت بشكل عام الآلهة الرئيسية الثلاثة أودين وأخواته فالي وفي.
كما أنها اعتبرت، وبشكل طبيعي، أولاد أودين الذين انجبتهم إحدى إناث العمالقة ضمن مجمع الإيسر، كما أن ارتباط كل من هيمدال والإله أول ضمن هذا المجمع غير موثق تماما. بالإضافة إلى لوكي (أحد العمالقة)، و نيورد الرهينة القادمة من عشيرة الفانير قد تم اعتبارهما ضمن مجمع الآسر.
وبالنظر إلى الاختلافات بين أعمالهم وغاياتهم، فإن بض الدارسين والمؤرخين قد اعتبروا أن العلاقة بين الإيسر والفانير إلى مجرد انعكاس العلاقة التي ربطت الطبقات الاجتماعية (أو العشائر) ضمن المجتمع الإسكندنافي. ووفقا لنظرية أخرى فقد اعتبر الفانير (الذين ارتبطوا بالخصوبة والازدهار) أكثر قدما من مقاتلي الآسر. وأن الحرب الأسطورية هي ليست سوى مرآة للصراع بين التأثيرات الدينية المختلفة.
ووفقا لنظرية تاريخية أخرى فقد رأت أن الصراع الدائر كان عبارة عن انعكاس للصراع بين كل من الرومان من جهة و السابين من جهة أخرى. وأخيرا فقد رأى العالم ميرسيا إلياد المختص بالمقارنة بين الأديان، أن هذا الصراع هو عبارة عن نسخة محدثة للصراع الهندو-أوروبي الأسطوري بين مجمع الآلهة السماوي/المقاتل/الحاكم وبين مجمع الآلهة الأرضي/الاقتصادي/الخصب. بالرغم من عدم وجود سوابق تاريخية بهذا الخصوص.

### قائمة بأسماء الإيسر
ذكرت قصيدة جيلفاغينينغ (المقطع 22 ومايليه) قائمة بأسماء آلهة الآسر الذكور الرئيسيين، ولم تذكر من ضمنها أودين كبير الآلهة ولا لوكي الإله المخادع:
((عندها فال غانغليري: من هم الآلهة الجديرة بالعبادة من البشر؟؟ فأجاب هار: إثنى عشر إلها من طبقة الإيسر. عندها قال يافانهار: وطبعا لاتقل الأسينيور قداسة عنهم. ثم قال ثريثي: إن أقدم الآلهة وأعظمهم أودين، وزوجته فريغ التي تعلم قدر ومصير البشر بالرغم من أنها لا تقول لأحد عن ذلك.
- . (23) ثور أشهر الآلهة ويدعى أيضا أسا-ثور أو أوكو-ثور وهو أقوى كل الآلهة والبشر، ويحكم اقليما في أسغارد يدعى ثرودفانغ.
- . (24) الابن الثاني لأودن يدعى بالدر.
- . (25) ثالث الآلهة يدعى نيورد.
- . (26) نيورد، في نواتون. وبعدها انجب ولدين. صبي دعا اسمه فريي. وفتاة دعاها فرييا. كانا جميلين وعظيمين. وفريي أشهر الآلهة بلا منازع فقد تسلط على المطر وأشعة الشمس، وعلى فاكهة الأرض، وكان من الجميل الدعاة له أيام الحصاد والسلام. وفرييا واحدة من أشهر الآلهات.
- . (27) كما أن هناك إله، وكان اسمه تير، كان جريئا وذو قلب شجاع. كان يحقق الانتصارات في الحروب، لذلك كان الرجال يقدسونه.
- . براغي كان اسم إله آخر، وهو إله الحكمة والعدل والبلاغة والفصاحة.
- . كذلك كان هايمدال، أو المعروف باسم الإله الأبيض. وقح ولد من تسع أمهات عذارى، وكانوا أخوات كما كان مشهورا بأسنانه الذهبية.
- . (28) هودر أحد الآلهة، كان أعمى ولكن شديد البأس، وكل الآلهة كانت تتمنى ان لا يذكر اسمه بسبب ما ستقترفه يده حيث سيبقى فعله طويلا في ذاكرة كل من الآلهة والبشر.
- . (29) فيدار اسم الإله الصامت، ويمتلك حذاء سميكا، وهو ثاني أقوى الآلهة بعد ثور. وقد اعتمدت عليه الآلهة كثيرا في المهام الصعبة.
- . (30) أيل أو فايل ابن الإله أودين و ريندر. وهو شجاع في المعارك ومصوب ماهر.
- . (31) أول، أحد هذه الآلهة وهو ابن سيف، وابن ثور بالتبني. وهو رامي سهام ماهر، وسريع جدا في التزلج، حيث لا يستطيع ان ينافسه أحد. وهو جميل الوجه ويحمل صفات المحارب الكاملة. وعلى الرجال أن يدعونه في النزالات الفردية.
- . (32) فورسيتي ابن بالدر، ونانا ابنة نيب. وقد أقام في قصر غليتنير العالي. وكل من يأتي إليه بقضية أو خصومة يخرج من عنده.

بالإضافة إلى كل هؤلاء هناك واحد بعد تم اعتباره من الآلهة ولكن مصدر الشر والأسى لكل من الآسر والبشر إنه لوكي أو لوبت.. زوجته سيغن. وابنهما ناير أو نارفي.))
بالإضافة إلى كل ماسبق فإن المقطع 36 ذكر أيضا أربع عشرة إلهة وهم الأسينيور:
((عندها قال غانغليري: ومن هن الآلهات؟؟.
أجاب هار:
- . فريغ وهي تمتلك الإقليم الإلهي اليميني والذي يدعى فينسايلر.
- . والثانية ساغا والمقيمة في سوكفابيك، وعو قصير كبير جدا.
- . الثالثة إيير وهي من أفضلهن.
- . الرابعة جيفوني وهي عذراء، وأولئك اللواتي يمتن عذراوات يأتون إلى قصرها لينضموا إلى مساعداتها العذراوات.
- . الخامسة فيولا وهي أيضا عذراء، وهي ذات شعر متدفق وتضع رباطا ذهبيا حول رأسها وتحمل صننحوق فريغ وتعتني بحذائها وتحفظ أسرارها.
- . السادسة فرييا، وهي بمرتبة فريغ، وقد زوجت غلى رجل يدعى أودر، وكان حصيلة زواجهما طفلة سميت هونز. وهونز جميلة جدا، حتى أن كل شيء جميل سمي باسمها. وقد هرب أودر بعيدا، وبكته فرييا كثيرا، ولكن دموعها كان الذهب الأحمر. ولدى فرييا عدة أسماء، والسبب في ذلك أنها كانت تغير اسمها في كل منطقة تسافر إليها بحثا عن أودر. فكانت تشمى ماردول، هونز، جيفن، وسير، كما كان لديها عقد بريسينغ.
- . السابعة سيوفن، والتي تغير قلوب الرجال والنساء نحو الحب. ومن اسمها جاءت كلمة الحب (سيافني).
- . الثامنة لوفن، وكانت لطيفة وطيبة جدا. وقد اخذت إذن أودين أو فريغ لتجيب طلبات الرجال والنساء الذين يدعون لها مهما كانت متطلباتهم صعبة. ومن اسمها جاءت كلمة الحب (love)، وكان الرجال يحبونها كثيرا.
- . التاسعة فار. وهي من تستمع للقسم الضي يدلونه الرجال والنساء والوعود التي يطلقونها. ومن اسمها جاءت كلمة القسم. وكانت تنتقم من أولئك الذين يحنثون بعهودهم.
- . العاشرة فور. وهي حكيمة جدا ولم يكن شيء يخفى عن بحثها. وحتى يقال أن المرأة تتحول إلى (فور) إن أصبحت حكيمة.
- . الحادية عشر سين. والتي تحرس باب القصور وتمنع أحد من الدخول إليها إن لم يكونون من المدعويين. كما انها كانت تعاقب كل من يقصر بواجباته.
- . الثانية عشر هلين. وهي من تحرس الرجال الذين تريد فريغ أن تحميهم من المخاطر.
- . الثالثة عشر سنوترا الحكيمة العادلة وكان اسمها يطلق على كل رجل أو امرأة حملوا هاتين الصفتين.
- . الرابعة عشرة جنا، وهي رسولة فريغ إلى أصقاع العالم. تمطي الحصان هوففاربنر الذي يسير في الهواء وفوق البحار.))

بالإضافة إلى كل هؤلاء فهناك سول و وبيل واللواتي صنفن من ضمن الآلهات ولكن طبيعتهما وصفت سابقا.

## الأبجدية القديمة
في الأبجدية القديمة استخدم رمز F (والمأخوذ من أبجدية فوثارك الأولى) للتعبير عن الآسر. وقد ظهر هذا الرمز فقط في القصيدة الشعرية الأيسلندية القديمة ككلمة Óss لتعبر عن الإله أودين بشكل خاص، ومقارنة إياه بالإله جوبيتير.
```
Óss er algingautr / ok ásgarðs jöfurr, / ok valhallar vísi. / Jupiter oddviti.
```

"إن أوزز هو غاوتر الكبير / وأمير أسغارد / وملك فالهالا / القائد جوبيتير"
كما أن الاسم a في الأبجدية القوطية يعني ahsa، وتحول في الجرمانية إلى ansuz / إله وهو المفرد من آسر أو ahsam.

## أساترو
تعني كلمة أساترو (Ásatrú) "الإيمان بالإيسر"، وهي حركة دينية جديدة للعمل على إعادة المذاهب الوثنية وتعتمد على الوثنية النوردية. ففي عام 2007، أعترف بالأساترو بشكل رسمي من قبل حكومات أيسلندة، النرويج، الدانمارك [بحاجة لمصدر]، والسويد.
وعلى الرغم من أن أساترو لا تعني في معناها الحرفي عبادة آلهة الإيسر بشكل خاص، إلا أن أتباع أساترو، بالأيسلندية (Ásatrúarfélagið)، يصفون الأساترو على أنها (عبادة وثنية نرويجية)، يؤمن أتباعها بالمعتقدات النرويجية / الأيسلندية القديمة بكل ماتحمله من كيانات ومغتقدات بالإضافة إلى الآلهة والمخلوقات الأخرى، وقد اعتبرت جمعية أساترو الشعبية الأمريكية أن الأساترو عبارة عن التعبير الروحانيات الأوروبية القديمة لما قبل المسيحية، واصفة إياها ((ديانة أوروبية قديمة)) كما هي الديانات الأمريكية القديمة، والديانات الأفريقية القديمة.

## الملاحظات
1. ↑  جاكوب غريم، الأساطير الجرمانية
2. ↑  غريم. المقطع الثاني
3. ↑  دوميزيل/م3.4، م18

## وصلات خارجية
- Viktor Rydberg's "Teutonic Mythology: Gods and Goddesses of the Northland" e-book
- W. Wagner's "Asgard and the Home of the Gods" e-book
- "Myths of Northern Lands" e-book by H. A. Guerber
- Peter Andreas Munch's "Norse Mythology: Legends of Gods and Heroes" e-book
- Bartleby: American Heritage Dictionary: Indo-European roots: ansu